# Leucogyrophana montana
Leucogyrophana montana är en svampart som först beskrevs av Edward Angus Burt, och fick sitt nu gällande namn av Domanski 1975. Enligt Catalogue of Life ingår Leucogyrophana montana i släktet Leucogyrophana,  och familjen Hygrophoropsidaceae, men enligt Dyntaxa är tillhörigheten istället släktet Leucogyrophana,  och familjen Coniophoraceae. Arten är reproducerande i Sverige. Inga underarter finns listade i Catalogue of Life.